# Groupe de PGC 12157
Le groupe de PGC 12157 comprend au moins 16 galaxies situées dans la constellation de Persée. La distance moyenne entre ce groupe et la Voie lactée est d'environ 65,1 Mpc (∼212 millions d'al). 

## Membres
Le tableau ci-dessous liste 15 des 16 galaxies du groupe indiquées dans l'article de A.M. Garcia paru en 1993. La 16e galaxie de la liste de Garcia est PGC 12512. On ne trouve aucune donnée sur les sources consultées concernant cette galaxie.
| Nom       | Class.   | Type             | α (J2000.0)   | δ (J2000.0) | Vitesse radiale (km/s) | m     | Distance (Mpc) | Dimension (kal) |
| --------- | -------- | ---------------- | ------------- | ----------- | ---------------------- | ----- | -------------- | --------------- |
| PGC 12157 | Sa       | Spirale          | 03h 16m 26.1s | 41° 31′ 50″ | 4747 ± 71 *            | 14,60 | 66,3 ± 5,5 *   | 76 *            |
| IC 293    | S0(r)a   | Lenticulaire     | 03h 10m 56.1s | 41° 08′ 14″ | 4714 ± 50              | 14,3  | 65,8 ± 5,2     | 37              |
| IC 313    | E+       | Elliptique       | 03h 20m 57.9s | 41° 53′ 38″ | 4432 ± 11              | 14,1  | 61,9 ± 4,4     | 53              |
| UGC 2568  | S0       | Lenticulaire     | 03h 10m 14.4s | 42° 13′ 17″ | 4752 ± 20              | 14,5  | 66,4 ± 4,8     | 94              |
| UGC 2590  | S?       | Spirale          | 03h 13m 03.1s | 42° 27′ 26″ | 4719 ± 94              | 14,6  | 65,9 ± 5,8     | 63              |
| UGC 2598  | S0?      | Lenticulaire     | 03h 14m 08.4s | 41° 17′ 32″ | 4504 ± 35              | 14,2  | 62,9 ± 4,8     | 90              |
| PGC 12223 | E?       | Elliptique       | 03h 17m 27.9s | 41° 29′ 27″ | 4714 ± 11 *            | 16,0? | 65,8 ± 4,7 *   | 34 *            |
| PGC 12223 | SB0      | Lenticulaire     | 03h 17m 57.6s | 41° 29′ 50″ | 4977 ± ? *             | 16,6  | 69,5 ± >4,7 *  | 25 *            |
| PGC 12347 | S0?      | Lenticulaire     | 03h 18m 54.4s | 41° 48′ 11″ | 4694 ± ? *             | 17,0? | 65,6 ± >4,5 *  | 25 *            |
| PGC 12355 | E        | Elliptique       | 03h 19m 03.5s | 41° 58′ 27″ | 4622 ± 30 *            | 16,04 | 64,6 ± 4,5 *   | 22 *            |
| PGC 12511 | E?       | Elliptique       | 03h 20m 30.9s | 41° 30′ 32″ | 4714 ± 11 *            | 16,0? | 65,8 ± 4,7 *   | 34 *            |
| PGC 12544 | E?       | Elliptique       | 03h 20m 49.3s | 41° 22′ 14″ | 4992 ± 11 *            | 15,6? | 69,7 ± 4,9 *   | 39 *            |
| PGC 12562 | E?       | Elliptique       | 03h 21m 00.4s | 41° 33′ 45″ | 4707 ± 3 *             | 15,1? | 65,7 ± 4,5 *   | 32 *            |
| PGC 12568 | S(comp)? | Spirale compacte | 03h 21m 04.2s | 41° 33′ 20″ | 4770 ± ? *             | 16,8  | 66,6 ± >4,6 *  | 17 *            |
| PGC 12570 | S        | Spirale          | 03h 21m 08.8s | 41° 15′ 11″ | 4860 ± 3 *             | 17,1  | 67,9 ± 4,7 *   | 21 *            |

* Calculées à partir de la taille maximale et du décalage vers le rouge indiqués sur la base de données Simbad.
Le site DeepskyLog permet de trouver aisément les constellations des galaxies mentionnées dans ce tableau ou si elles ne s'y trouvent pas, l'outil du site constellation permet de le faire à l'aide des coordonnées de la galaxie. Sauf indication contraire, les données proviennent du site NASA/IPAC. 